# 폴라 플리스

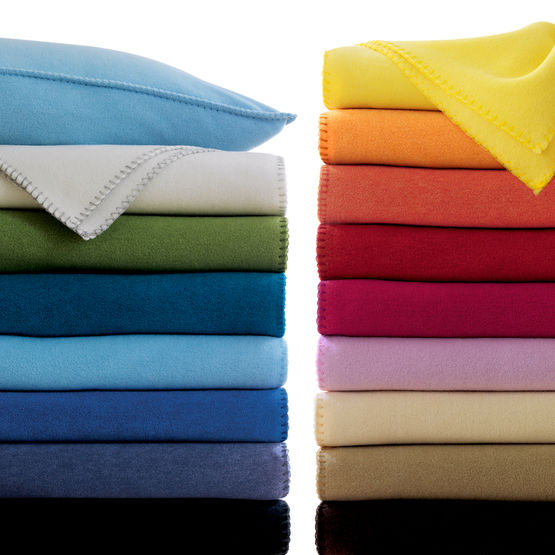

폴라 플리스(Polar Fleece)는 폴리에스터로 만든 부드러운 보풀이 있는 보온 직물이다.

## 용도
폴라플리스는 재킷, 모자, 스웨터, 스웨트팬츠, 천기저귀(기저귀), 체육복, 후드티, 파자마, 담요, 고성능 아웃도어 의류 등에 사용된다. 생산된 플리스는 매우 가볍고 부드러우며 세탁이 쉬운 옷을 만드는데 사용될 수 있다. 폴라 플리스는 다른 방향보다 한 방향으로 더 쉽게 늘어날 수 있다.

## 역사
폴라 플리스는 1979년 매사추세츠에서 몰든 밀스(Malden Mills, 현재의 폴라텍, Polartec LLC)와 파타고니아가 신칠라(Synchilla, 합성 친칠라)를 개발하면서 시작되었다. 이 직물은 양모를 모방하고 어떤 면에서는 이를 능가하는 새롭고 가볍고 튼튼한 파일 직물이었다. 몰든 밀스의 CEO인 아론 포이어스타인(Aaron Feuerstein)은 극지 양털에 대한 특허를 의도적으로 거부하여 이 소재가 많은 공급업체에서 저렴하고 광범위하게 생산될 수 있도록 하여 이 소재가 빠르고 폭넓게 수용되도록 했다. 몰든 밀스는 1981년 10월 6일 미국 특허청에 폴라플리스(PolarFleece)를 상표로 등록했다.